# Igreja São Gonçalo (Cuiabá)
A Igreja de São Gonçalo é uma igreja católica romana do início do século XX em Cuiabá, Mato Grosso, Brasil.  A igreja é dedicada a São Gundisalvo de Amarante e pertence à Arquidiocese Católica Romana de Cuiabá. São Gonçalo (Gundisalvus de Amarante, 1187–1259) um padre católico português beatificado pelo Papa Pio IV em 1561. São Gonçalo encontrou particular devoção no Brasil, tanto com igrejas como topônimos dedicados ao santo. A igreja foi construída em duas fases: uma em 1781 em estilo colonial português simples; existe pouca documentação da estrutura, embora ela tenha sido construída ao mesmo tempo que a Igreja de Nossa Senhora de Santana do Sacramento, na vizinha Chapada dos Guimarães. A primeira estrutura da igreja foi demolida no final do século XIX e substituída pelos Salesianos por uma estrutura neoclássica toscana com um pináculo alto. Anualmente são realizadas festas eclesiásticas dedicadas a São Gonçalo, Maria, Nossa Senhora Auxiliadora, São Bento, e ao Sagrado Coração de Jesus . A igreja foi listada como estrutura histórica tombada em nível estadual por Mato Grosso em 1984.

## Localização
A Igreja de São Gonçalo está localizada no bairro do Porto, em Cuiabá. É frontal ao quartel do 1.° Batalhão da Polícia Militar do Mato Grosso; a fachada da sede, assim como a Igreja de São Gonçalo, é tombada como patrimônio histórico estadual. A igreja e a sede da polícia, porém, estão localizadas fora do perímetro do Centro Histórico de Cuiabá.

## História
A Igreja de São Gonçalo tem sua origem em uma capela construída próximo à foz do rio Coxipó, em São Gonçalo Velho, bairro hoje denominado São Gonçalo Beira Rio. Foi descoberto ouro em São Gonçalo Velho e a capela foi transferida para o bairro do Porto.

### Estrutura do século 18
O Dr. José Carlos Pereira, de Cachoeira, Bahia, serviu como juiz de fora (terceiro circuito) de Cuiabá e posteriormente magistrado ( ouvidor ) da capitania de Mato Grosso; substituiu Luiz de Azevedo Sampaio no cargo. Ao assumir a função de magistrado, Pereira percorreu a Chapada dos Guimarães, povoado montanhoso a nordeste de Cuiabá, e ordenou a construção de uma igreja paroquial. A Igreja de Nossa Senhora de Santana do Sacramento foi consagrada em 31 de julho de 1779.:96–97

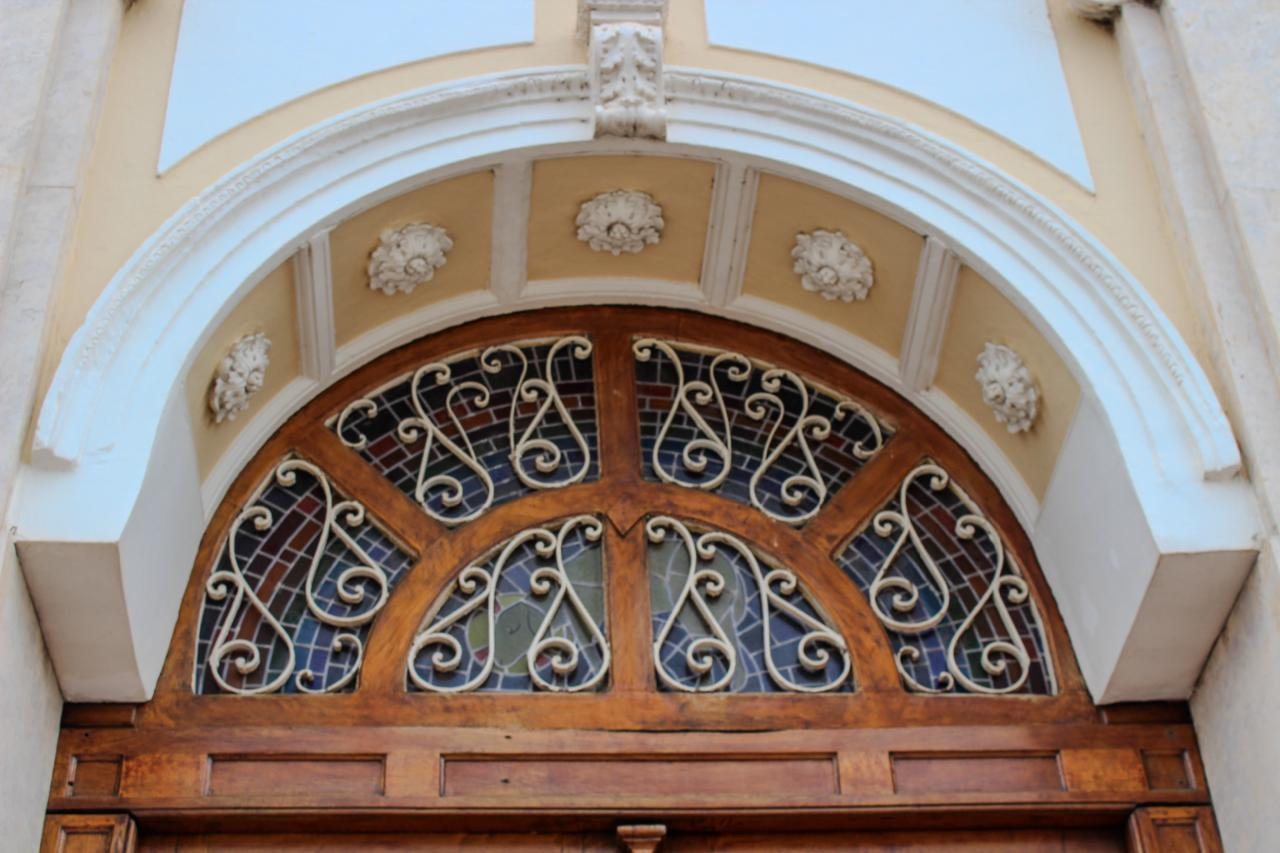
Detalhes de Porta principal

Pereira fez visita de inspeção à Paróquia D. Pedro II em Cuiabá e encontrou a capela paroquial abandonada. Mandou construir uma nova capela em adobe em 1780. Uma missa inaugural foi celebrada na manhã de 15 de novembro de 1781. A imagem de São Gonçalo localizada na pequena capela de São Gonçalo Velho foi transferida para a nova igreja por meio de uma procissão subindo o Rio Coxipó. A igreja foi construída em madeira e adobe em estilo colonial português simples, com planta em cruz latina. A igreja carecia de torres sineiras ; os sinos estavam localizados no exterior da estrutura. Não se sabe se a Igreja de São Gonçalo se assemelhava à Igreja de Nossa Senhora de Santana do Sacramento, na Chapada dos Guimarães, ambas construídas por indicação de Pereira em Mato Grosso. As plantas da estrutura da Chapada dos Guimarães permanecem, mas pouco se sabe da planta ou aparência da primeira Igreja de São Gonçalo.:96–97
Joaquim Ferreira Moutinho relata que as imagens católicas guardadas no Forte de Coimbra foram transferidas para a Igreja de São Gonçalo durante a Guerra do Paraguai (1864-1870). Foram trazidos para a zona portuária de Cuiabá “em meio a grande comoção pública”; uma lenda local afirma que a imagem da Santíssima Virgem derramou lágrimas na ocasião.

### Renovação salesiana
Os Salesianos chegaram ao Mato Grosso em 1894 e rapidamente assumiram a gestão das reformas de diversas estruturas eclesiásticas do estado. Os Salesianos encontraram a Igreja de São Gonçalo em adobe em ruínas, e a demoliram para construir uma nova estrutura em estilo neoclássico de inspiração toscana. O salesiano padre José Solari, escultor, pintor e cientista, foi o responsável pelo projeto da igreja. Reza a lenda que os jovens de Cuiabá, movidos pela piedade, trabalhavam à noite em busca de areia, pedra e outros materiais de construção e os transportavam pelo córrego da Prainha (hoje pavimentado como Avenida Duarte) até o local; a veracidade da lenda não é clara.

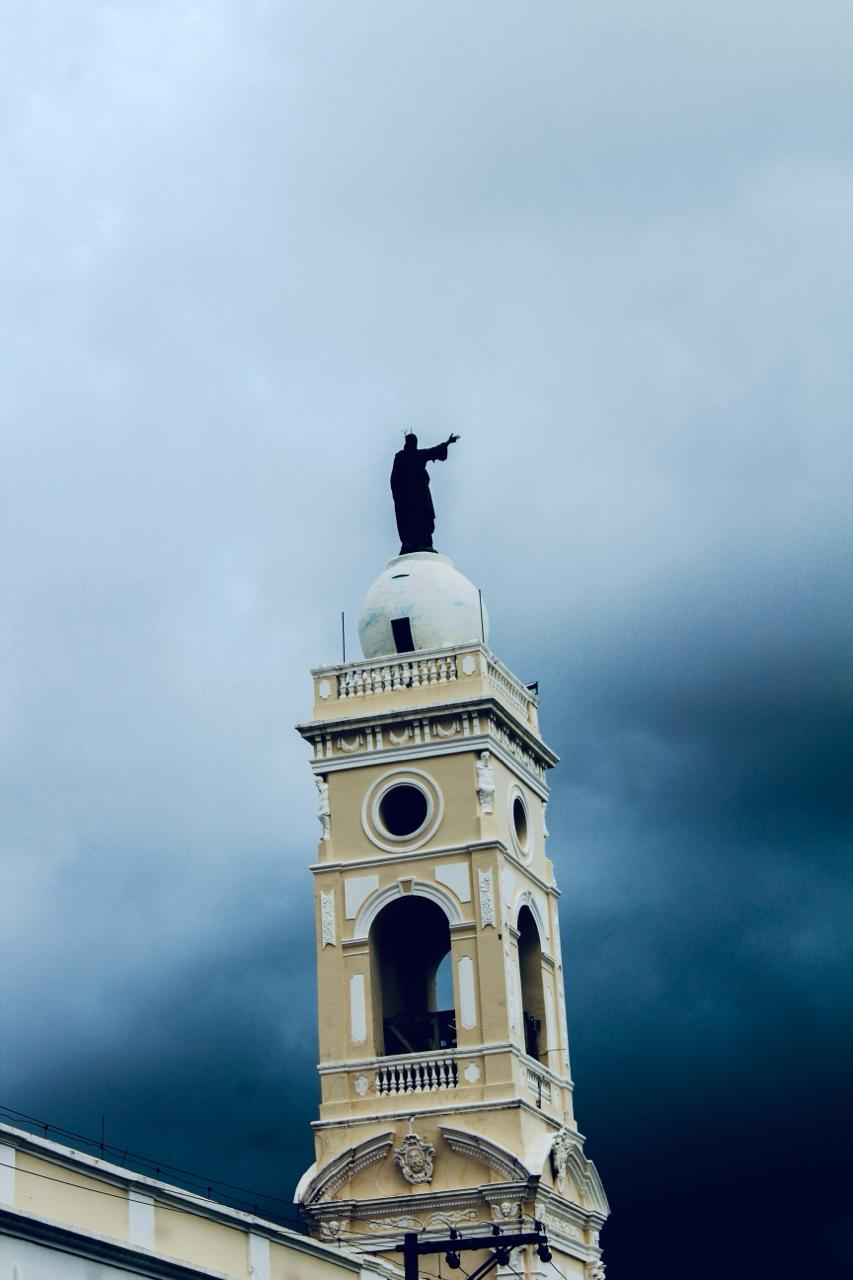
Torre

Uma estátua do Cristo Redentor, medindo 3,4 metros, foi erguida no topo da torre da Igreja em 1916. Foi produzida na Itália e importada para Cuiabá pela firma comercial dos irmãos Capriata, sendo inaugurada em 17 de dezembro de 1916, com “muito esplendor”, com discurso do Bispo Auxiliar Dom Aquino Correa e apresentação musical do batalhão de polícia. O globo segurado pelo Redentor na estátua apresentava pinturas dos continentes; foi restaurado pela Secretaria de Estado de Cultura, Esporte e Lazer de Mato Grosso em 2016.
A igreja foi inaugurada em 1920. Frei José Solari acrescentou imagens dos apóstolos na fachada.

### Transferência de propriedade
A Igreja de São Gonçalo só obteve a escritura da sua propriedade em 2009. Não existiam cartórios de registro de terras em Cuiabá no início do século XX, quando os Salesianos iniciaram sua reconstrução. Posteriormente, uma lei estadual de Mato Grosso determinou que os imóveis urbanos sem escritura passassem a ser propriedade dos municípios; e propriedades rurais, do estado. A prefeitura de Cuiabá, sob o prefeito Chico Galindo, transferiu a propriedade da igreja para a Arquidiocese de Cuiabá por meio de decreto assinado em dezembro de 2009.

## Estrututra

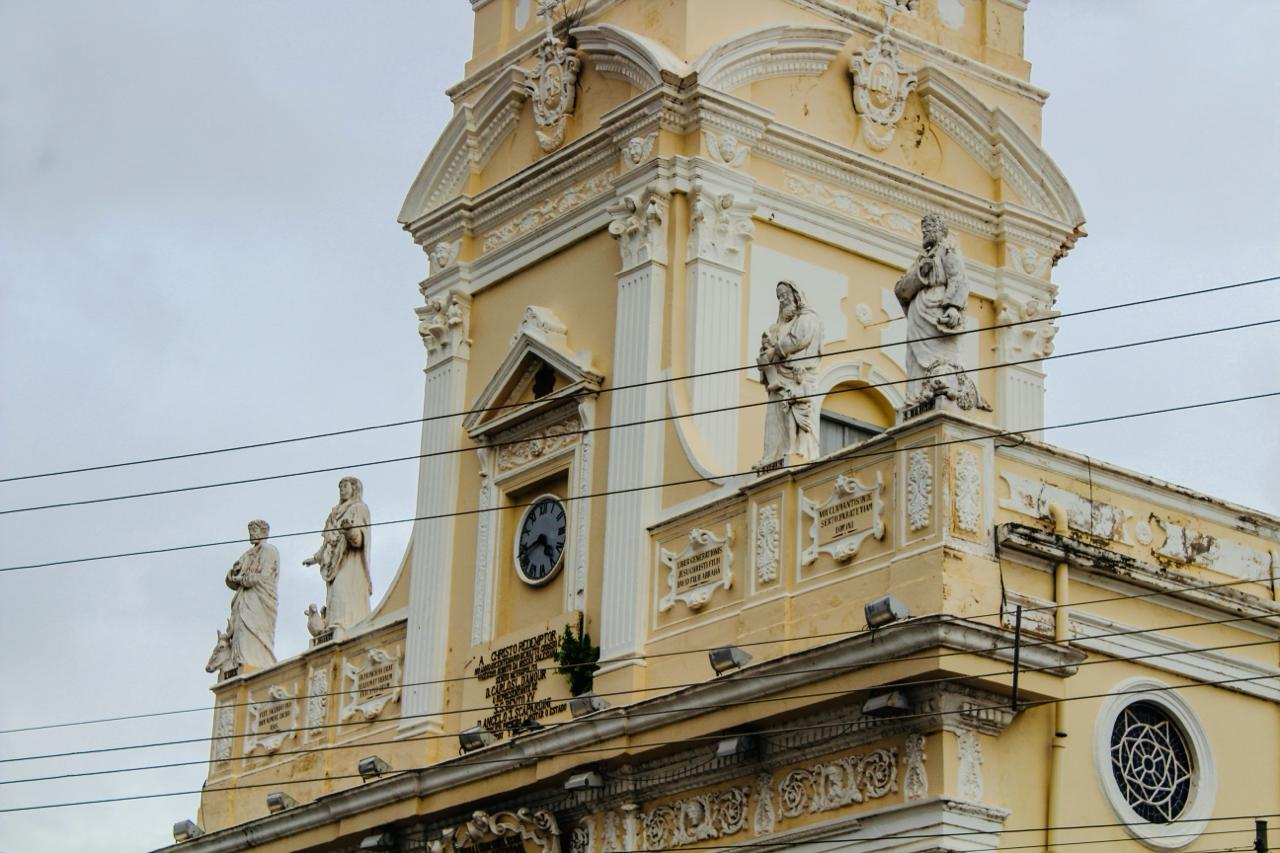
Monumentos

A Igreja de São Gonçalo tem planta longa e estreita, com elaborada fachada neoclássica, realçada verticalmente pela sua torre sineira. A fachada é dividida em cinco partes horizontalmente por pilastras; a secção central é ampla e ocupada inteiramente por um grande portal único. A estátua do Cristo Redentor tem 2,4 metros acima dos 36 da torre. Acima do friso exagerado estão estátuas dos quatro Apóstolos, cada uma com um símbolo tradicional ao pé: São Lucas com um touro, São Mateus com um cordeiro, São Marcos e São João. O centro da base da torre apresenta um amplo painel com um relógio, que data de 1842. O relógio estava localizado na fachada da antiga Catedral de Cuiabá, estrutura barroca demolida em 1968. O relógio foi o segundo colocado na antiga catedral e foi doado pelo empresário José Antonio Soares.O interior da igreja abriga uma coleção de obras de arte. Uma imagem de Nossa Senhora da Conceição encontra-se num altar à esquerda da entrada. Foi feito no Paraguai e é o protetor dos jovens de Cuiabá.

## Festivais
Uma pequena comemoração em homenagem a São Gonçalo é realizada no dia 10 de janeiro, dia do santo. A grande Festa de São Gonçalo é realizada no último sábado e domingo de abril, no final do período de chuvas em Cuiabá. Uma procissão com a bandeira de São Gonçalo percorre o bairro do Porto, seguida de missa, dança tradicional e fogos de artifício. Também são realizadas festas menores, dedicadas a Maria, Nossa Senhora Auxiliadora (maio), ao Sagrado Coração de Jesus (junho) e a São Bento (outubro).

## Status
A Igreja de São Gonçalo foi tombada como estrutura histórica de nível estadual pela Secretaria de Estado de Cultura, Esporte e Lazer de Mato Grosso (SECEL) sob a listagem no. 61/83 publicado em 1º de janeiro de 1984.